# Шейдеман, Филипп

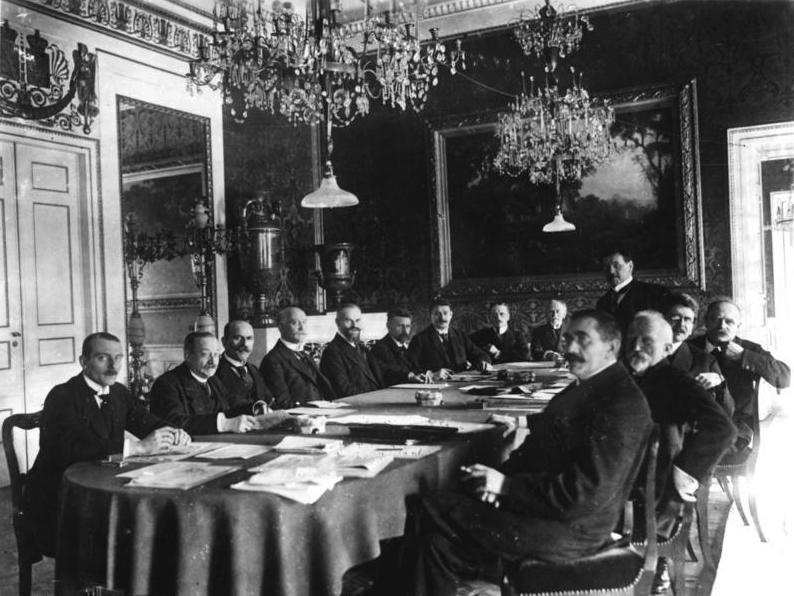
Первое заседание кабинета Шейдемана 13 февраля 1919 года в Веймаре. Слева направо: Ульрих Раушер, Роберт Шмидт, Ойген Шиффер, Филипп Шейдеман, Отто Ландсберг, Рудольф Виссель, Густав Бауэр, Ульрих фон Брокдорф-Ранцау, Эдуард Давид, Гуго Прейсс (стоит), Йоханнес Гисбертс, Йоханнес Белль, Георг Готгейн, Густав Носке

Фили́пп Ге́нрих Ше́йдеман (иногда Ша́йдеман, нем. Philipp Heinrich Scheidemann; 26 июля 1865, Кассель — 29 ноября 1939, Копенгаген) — немецкий политик, социал-демократ, провозгласивший Германию республикой 9 ноября 1918 (в результате Ноябрьской революции), первый премьер-министр Веймарской республики (канцлер).

## Начало политической карьеры
Филипп Генрих Шейдеман родился 26 июля 1865 года в Касселе в семье мебельщика. Окончив школу в 1879 году, он стал обучаться профессиям типографского наборщика и печатника. В дальнейшем Шейдеман работал управляющим типографиями социалистических газет и позднее их редактором.
В 1883 году Шейдеман, будучи убеждённым социалистом, вступил в СДПГ. Через 20 лет он был впервые избран в рейхстаг, где с 1913 по 1914 год был одним из двух сопредседателей социалистической фракции.
В коалиционном правительстве Макса Баденского он занял пост государственного секретаря. Именно по инициативе Шейдемана 5 ноября 1918 года, за несколько дней до революции, были разорваны дипломатические отношения с Советской Россией. Именно Шейдеману принадлежит решающая роль в становлении демократической республики в Германии — после победы вооружённого восстания в Берлине 9 ноября 1918 г. он опередил лидера спартакистов Карла Либкнехта и в 4 часа дня провозгласил демократическую республику. Он был безоговорочно поддержан Независимой социал-демократической партией и большинством центрального правления СДПГ, а потому лидеру социал-демократов Фридриху Эберту, которому свергнутый рейхсканцлер Макс Баденский передал власть, пришлось с этим смириться (Эберт считался монархистом).

## Республика
10 ноября 1918 г. на собрании Советов Берлина в цирке Буш было утверждено новое переходное правительство Германии — Совет народных уполномоченных. Как человек с опытом работы в правительстве (и особенно на посту статс-секретаря), Шейдеман вошёл в состав коалиционного Совета. Он полностью поддержал действия председателя СНУ Эберта относительно подавления восстаний левых, а потому сохранил свой пост во втором переходном правительстве, когда коалиция СДПГ — НСДПГ распалась.
11 февраля 1919 г. Национальное собрание Германской империи избрало председателя Совета народных уполномоченных Фридриха Эберта временным рейхспрезидентом, в результате чего переходное правительство лишилось постоянного председателя. Возникла необходимость формирования нового правительства — первого постоянного правительства Веймарской республики. «Веймарская коалиция» (СДПГ, Партия центра и демократы) по предложению Эберта 13 февраля 1919 г. проголосовала за образование нового кабинета во главе с Шейдеманом. Его правительство было коалиционным.
Четыре с половиной месяца, которые Филипп Шейдеман провёл на посту имперского премьер-министра (именно так называлась должность главы правительства Германской империи с 13 февраля по 14 августа 1919 г.) Германии, были очень тяжёлыми. Всю весну он и его коалиционное правительство занимались тем, что подавляли революционное движение в стране (яркий пример — Баварская советская республика). С наступлением мая перед правительством Шейдемана встала новая тяжёлая задача — добиться выгодных условий мирного договора, первый проект которого был передан Парижской конференцией имперскому правительству именно в тот период. Правительство отклонило его и 7 мая с одобрения рейхспрезидента Фридриха Эберта объявило в стране неделю национального траура. Этот ход прокоммунистически настроенные лидеры позже назвали «тактическим», «предпринятым для отвлечения революционной энергией масс». Это было опровергнуто заявлением Шейдемана во время дебатов в Национальном собрании 12 мая 1919 г., когда он сказал, что пусть отсохнет та рука, которая подпишет такой договор.
Несогласное с условиями мирного договора правительство Шейдемана 20 июня 1919 г. подало в отставку, которая и была принята рейхспрезидентом Ф. Эбертом. С уходом из правительства Шейдеман остался депутатом рейхстага, и именно благодаря его материалам о связях рейхсвера с Красной Армией СССР рухнуло правительство Густава Штреземана, которое провозгласило демократизацию армии. Долгое время пробыл в должности обер-бургомистра родного Касселя.
После установления нацистской диктатуры Шейдеман, противник национал-социалистического движения с самого момента его зарождения, был лишён немецкого гражданства и покинул Германию через Зальцбург, Чехословакию, Швейцарию, Францию и США. Скончался в 1939 году в Дании.

## Киновоплощение
- 1954 — «'Эрнст Тельман — сын своего класса». В роли Филиппа Шейдемана — Ханс Флессель[нем.]